# غال ميكيل
غال ميكيل مواليد 4 مارس 1988 في رامات هاشارون، إسرائيل، هو لاعب كرة سلة إسرائيلي بدأ مسيرته الاحترافية في سنة 2008 ويحمل الرقم 99. يبلغ طوله 6 قدم 3 بوصة (1.9 م).

## فرق لعب لها
- مكابي تل أبيب لكرة السلة
- دالاس مافيريكس
- نيو أورلينز بيليكانز
- نيجني نوفغورود

## إحصائيات المسيرة

### الرابطة الوطنية لكرة السلة

#### الموسم الاعتيادي
| السنة   | الفريق               | لعب | بدأ | دقيقة | ميداني% | ثلاثية | حرة  | ارتداد | صنع | استلاب | تصدي | نقطة |
| ------- | -------------------- | --- | --- | ----- | ------- | ------ | ---- | ------ | --- | ------ | ---- | ---- |
| 2013–14 | دالاس مافيريكس       | 31  | 1   | 9.4   | .349    | .250   | .667 | .9     | 2.0 | .1     | .0   | 2.4  |
| 2014–15 | نيو أورلينز بيليكانز | 4   | 0   | 10.8  | .150    | .0     | .0   | .3     | 3.3 | .5     | .0   | 1.5  |
| المسيرة |                      | 35  | 1   | 9.6   | .311    | .217   | .667 | .8     | 2.2 | .2     | .0   | 2.3  |

## روابط خارجية
- غال ميكيل على موقع الاتحاد الدولي لكرة السلة (الإنجليزية)
- غال ميكيل على موقع الدوري الأوروبي لكرة السلة (الإنجليزية)
- غال ميكيل على موقع إن بي أي (الإنجليزية)
- غال ميكيل على موقع سبورتس رفرنس (الإنجليزية)
- غال ميكيل على موقع الدوري الإسباني لكرة السلة (الإسبانية)
- غال ميكيل على موقع كرة السلة الأوروبية.كوم (الإنجليزية)
- غال ميكيل على موقع DraftExpress.com (الإنجليزية)
- غال ميكيل على موقع كلية كرة السلة في سبورتس رفرنس.كوم (الإنجليزية)
- غال ميكيل على موقع ريلجم (الإنجليزية)
- غال ميكيل على موقع بروبوليرز (الإنجليزية)